# Vsevolod Miller
Vsevolod Fjodorovitj Miller (ryska: Всеволод Фёдорович Миллер), född 19 april (gamla stilen: 7 april) 1848 i Moskva, död 18 november (gamla stilen: 5 november) 1913 i Sankt Petersburg, var en rysk språkforskare och etnograf.
Miller var professor i ryska språket och litteraturen vid Moskvauniversitetet samt i sanskrit och österländsk historia vid Lazarevska institutet för orientaliska språk i Moskva. Sina studier om osseterna i Kaukasien samlade han i Osetinskie etiudy (tre band, 1881-87). Bland hans många övriga skrifter, som särskilt behandlar den ryska folkpoesin, märks en studie om Igorkvädet (1877), om namnen på de av Konstantin VII Porfyrogennetos omtalade Dneprforsarna (i "Drevnosti niosk. archeol. obstj.", 1887), Om Stefan Verkovićs oäkta bulgariska folkvisor (i "Vjestnik Evropy", 1877), Otgoloski finskago eposa v' russkom (Genljud av finska folkepiken i den ryska, 1878), Russkaja masljanitsa i zapadnoeuropejskij karnaval (Den ryska smörveckan och den västeuropeiska karnevalen, 1884) samt en mängd avhandlingar om den ryska folkepiken och dess hjältar.